# Bociany (ptaki)
Bociany, bocianowate (Ciconiidae) – rodzina ptaków z rzędu bocianowych (Ciconiiformes).

## Zasięg występowania
Bocianowate obejmują gatunki brodzące zamieszkujące wszystkie kontynenty poza Antarktydą, lecz większość gatunków zamieszkuje Afrykę i Azję.

## Cechy charakterystyczne
Ptaki te charakteryzują się następującymi cechami:
- ciało o długości 55–160 cm
- nogi, szyja i dziób długie
- krępy tułów
- krótki ogon
- skrzydła szerokie i długie
- brak wyraźnego dymorfizmu płciowego
- u większości gatunków w upierzeniu dominują kolory biały i czarny
- dobrzy lotnicy
- w locie głowa, szyja i nogi wyciągnięte
- gniazdo zazwyczaj na drzewie
- zazwyczaj 3 do 6 jaj w lęgu
- oboje rodzice budują gniazdo, wysiadują jaja i karmią młode
- pisklęta są gniazdownikami
- większość gatunków nie wydaje głosu, niektóre klekoczą.

## Systematyka
Do rodziny należą następujące rodzaje:
- Leptoptilos Lesson, 1831
- Mycteria Linnaeus, 1758
- Anastomus Bonnaterre, 1791
- Ciconia Brisson, 1760
- Jabiru Hellmayr, 1906 – jedynym przedstawicielem jest Jabiru mycteria (M.H.C. Lichtenstein, 1819) – żabiru amerykański
- Ephippiorhynchus Bonaparte, 1855